# Манушкино (Московская область)
Манушкино — деревня в Чеховском районе Московской области, в составе муниципального образования сельское поселение Стремиловское (до 28 февраля 2005 года входила в состав Стремиловского сельского округа).

## Население
| 2002 | 2006  | 2010  |
| ---- | ----- | ----- |
| 1637 | ↘1619 | ↗1684 |

## География
Манушкино расположено примерно в 4 км на юг от Чехова, на правом берегу реки Лопасни, высота центра деревни над уровнем моря — 159 м.
На 2016 год в Манушкино зарегистрировано 15 улиц и 2 садовых товарищества, действует средняя школа, деревня связана автобусным сообщением с райцентром и соседними населёнными пунктами.